# Ryszard Ochódzki
Ryszard Ochódzki, zwany Misiem – postać fikcyjna, antybohater, kombinator i kanciarz, grany przez Stanisława Tyma w filmach: Miś, Rozmowy kontrolowane i Ryś. Prezes klubu sportowego „Tęcza”. Były mąż Ireny Ochódzkiej (rozwiedziony). Ma duże powodzenie u kobiet.
W pierwotnej wersji scenariusza filmu Miś główny bohater miał nosić nazwisko Nowohucki (nawiązanie do nazwy dzielnicy Krakowa, Nowej Huty, wielkiej inwestycji PRL). Nazwisko bohatera nie spodobało się cenzorowi Głównego Urzędu Kontroli Prasy, Publikacji i Widowisk sprawdzającemu scenariusz i dlatego zostało zmienione na Ochódzki.
W filmie Miś, ze sceny ukazującej dane z paszportu głównego bohatera można dowiedzieć się, że urodził się on 11.11.1939 r. (pomysłowo stworzona data symbolizująca zarówno uzyskanie niepodległości przez Polskę jak i jej utratę) w Warszawie i tam też zamieszkuje. Natomiast w filmie Ryś pada data i miejsce urodzin bohatera: 17 lipca 1937 w Małkini – zbieżna z danymi Stanisława Tyma. Data i miejsce urodzin Ryszarda Ochódzkiego nawiązują także do daty i miejsca urodzin kaowca, bohatera filmu Rejs (również granego przez Stanisława Tyma). W filmie Ryś pojawia się jeszcze jedno nawiązanie do filmu Rejs, sugerujące, że kaowiec i Ryszard Ochódzki to ta sama postać – w filmie pojawia się postać filozofa (Andrzej Dobosz) z filmu Rejs, który wspomina wspólną podróż statkiem po Wiśle. W komunikacie o poszukiwanym Ryszardzie Ochódzkim w filmie Rozmowy kontrolowane pada jeszcze inna data i miejsce urodzin bohatera: 11 maja 1934 roku w Warszawie.